# Xaltatempa de Lucas
Xaltatempa de Lucas är en ort i Mexiko.   Den ligger i kommunen Tetela de Ocampo och delstaten Puebla, i den sydöstra delen av landet, 140 km öster om huvudstaden Mexico City. Xaltatempa de Lucas ligger 1 586 meter över havet och antalet invånare är 543.
Terrängen runt Xaltatempa de Lucas är bergig norrut, men söderut är den kuperad. Xaltatempa de Lucas ligger nere i en dal. Runt Xaltatempa de Lucas är det ganska tätbefolkat, med 70 invånare per kvadratkilometer. Närmaste större samhälle är Zacatlán, 13,6 km nordväst om Xaltatempa de Lucas. I omgivningarna runt Xaltatempa de Lucas växer i huvudsak blandskog.